# 古翰號驅逐艦 (DD-85)
09°24′S 160°1′E / 9.400°S 160.017°E
古翰號驅逐艦（舷號DD-85）是一艘美國海軍建造的驅逐艦，為維克斯級驅逐艦的11號艦。她是美軍第一艘以古翰為名的軍艦，以紀念美國內戰時期的海軍軍官愛德蒙·古翰（Edmund Colhoun）。
古翰號在1917年於霍河造船廠開始建造，在1918年下水服役。接著古翰號派往英國及法國海域護航商船。戰後古翰號留在大西洋執勤，在1922年退役，並長期封存。第二次世界大戰爆發後，古翰號在1940年重返現役，並改裝為高速運輸艦。太平洋戰爭爆發後，古翰號調往西南太平洋戰場，並在瓜島戰役中遭日本飛機擊沉。
古翰號在第二次世界大戰共獲得一枚戰鬥之星。